# Ронні Лестер
Ронні Лестер (англ. Ronnie Lester, нар. 1 січня 1959, Кантон, Міссісіпі, США) — американський професіональний баскетболіст, що грав на позиції розігруючого захисника за декілька команд НБА. Гравець національної збірної США. Чемпіон НБА. По завершенні спортивної кар'єри — скаут «Лос-Анджелес Лейкерс», а згодом «Фінікс Санз».

## Ігрова кар'єра
На університетському рівні грав за команду Айова (1976—1980). 1979 року в складі збірної США взяв участь в Панамериканських іграх, де здобув золото. У складі тієї збірної також виступали такі гравці як Айзея Томас, Майк Вудсон, Кевін Макгейл та Ральф Семпсон. 1980 року допоміг Айові дійти до Фіналу чотирьох турніру NCAA.
Того ж року був обраний у першому раунді драфту НБА під загальним 10-м номером командою «Портленд Трейл-Блейзерс». Проте професіональну кар'єру розпочав 1980 року виступами за «Чикаго Буллз», куди одразу був обміняний після драфту. Захищав кольори команди з Чикаго протягом наступних 4 сезонів.
Другою і останньою ж командою в кар'єрі гравця стала «Лос-Анджелес Лейкерс», до складу якої він приєднався 1985 року і за яку відіграв один сезон. Тоді ж став чемпіоном НБА у складі команди.

## Виконавча кар'єра
З сезону 1987—1988 почав працювати скаутом для «Лос-Анджелес Лейкерс». В сезоні 2010—2011 працював помічником Генерального менеджера клубу. З 2013 по 2015 рік був скаутом «Фінікс Санз».